# Suurijärvi (sjö i Finland, Päijänne-Tavastland)
Suurijärvi är en sjö i Finland. Den ligger i kommunen Heinola i landskapet Päijänne-Tavastland, i den södra delen av landet, 120 km nordost om huvudstaden Helsingfors. Suurijärvi ligger 139 meter över havet. Arean är 43,7 hektar och strandlinjen är 4,82 kilometer lång. Sjön  ingår i Kymmene älvs huvudavrinningsområde.   Den ligger vid sjön Onkijärvi. I omgivningarna runt Suurijärvi växer i huvudsak blandskog.
I övrigt finns följande vid Suurijärvi:
- Saarijärvi (en sjö)
- Valkjärvi (en sjö)